# Khedive

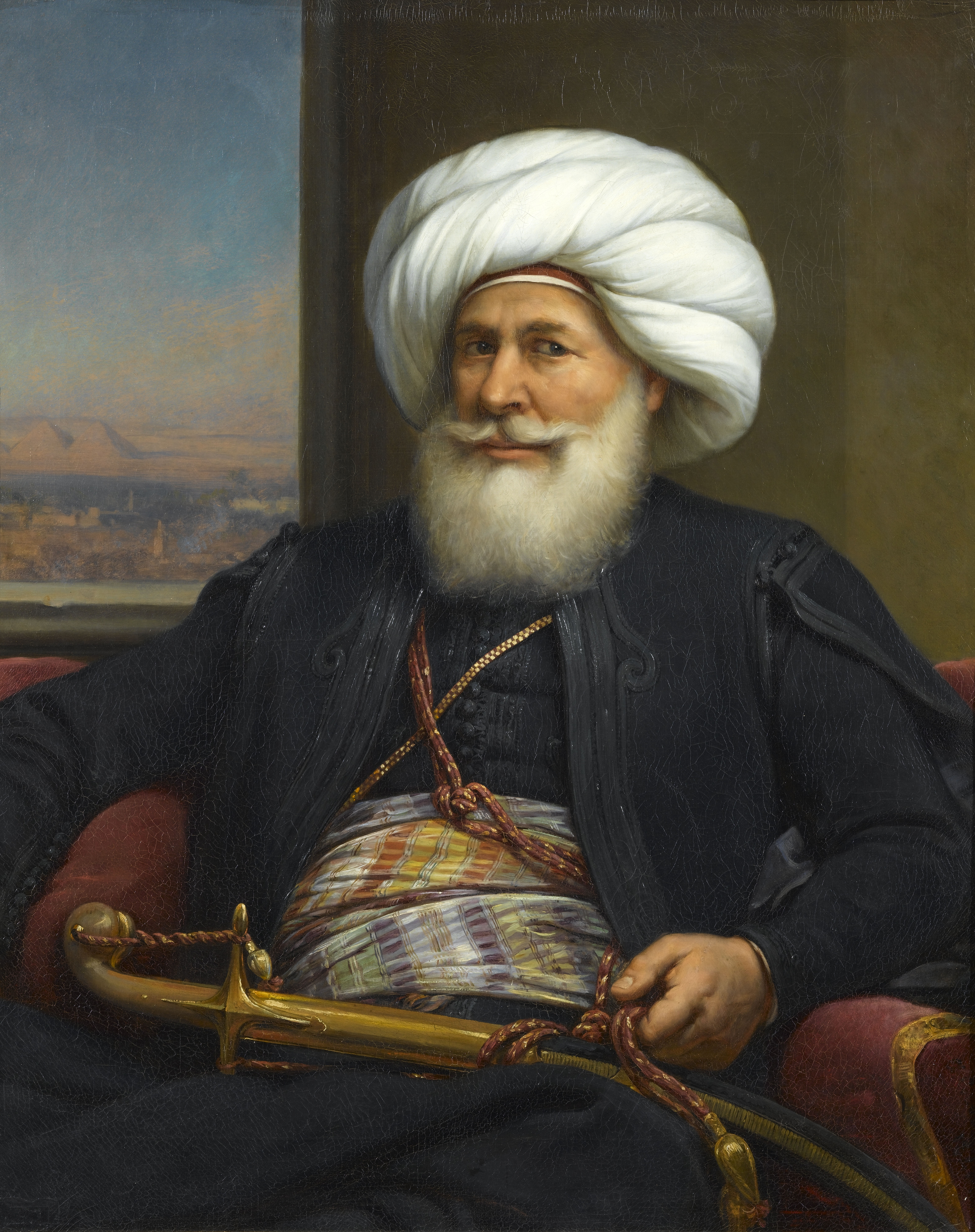
Muhammad Ali Pasha

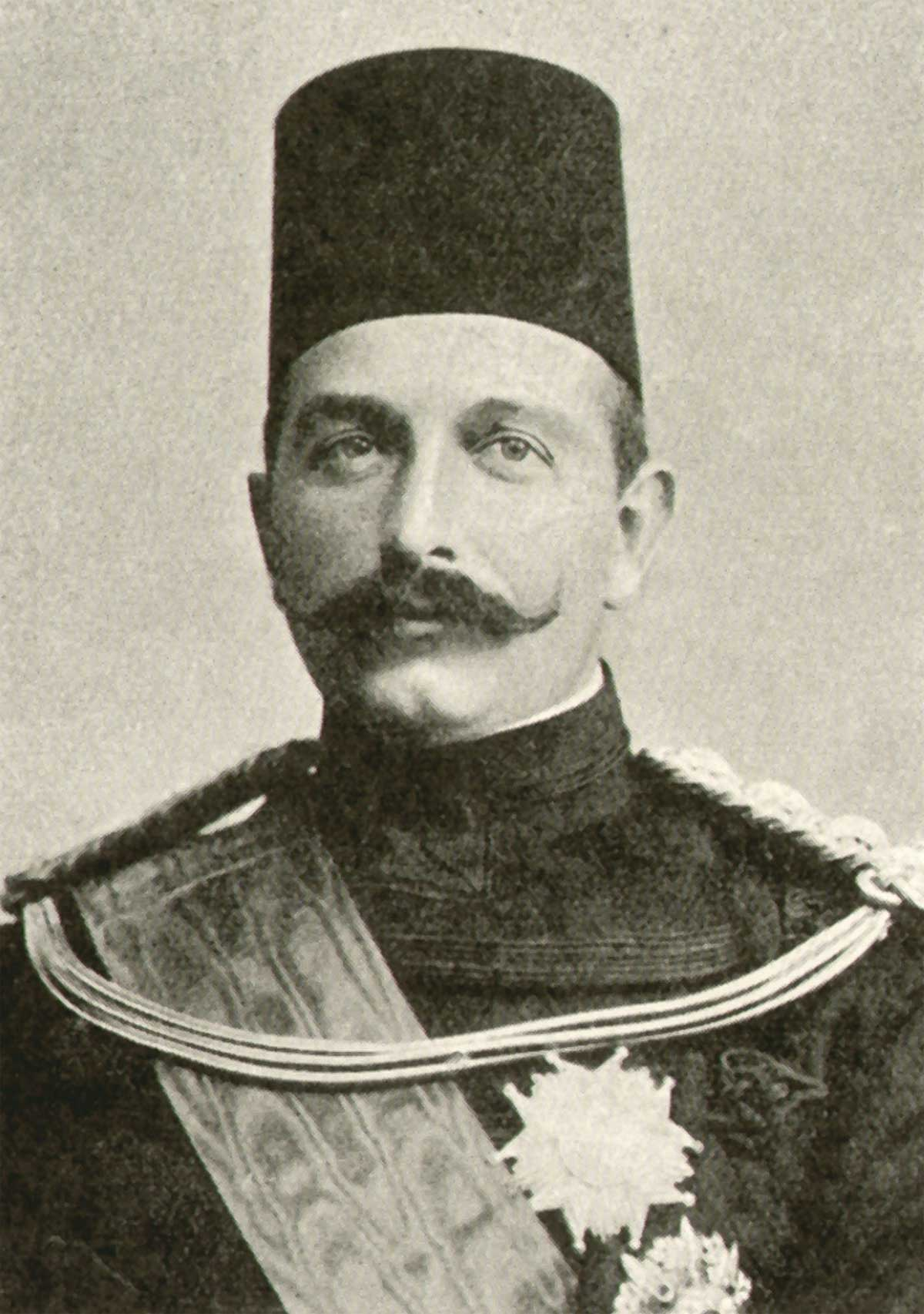
Abbas Hilmi Pasha, Khedive cuối cùng.

Khedive ( /kəˈdiːv/ kə-DEEV ; tiếng Ottoman Turkish: خدیو, đã Latinh hoá: hıdiv; tiếng Ả Rập: خديوي, đã Latinh hoá: khudaywī ) là một danh hiệu danh dự có nguồn gốc từ Ba Tư, được sử dụng cho các Sultan và đại tể tướng của Đế quốc Ottoman, nổi tiếng nhất là dành cho phó vương Ai Cập giai đoạn từ 1805 đến 1914.